# Landen
|  | Per a altres significats, vegeu «Landen (Ohio)». |

Landen és una petita ciutat de la província del Brabant Flamenc a Bèlgica.

## Nuclis
A més de Landen, el terme municipal també inclou els següents nuclis de població des de l'1 de gener de 1977:
- Attenhoven
- Eliksem
- Ezemaal
- Laar
- Neerlanden
- Neerwinden
- Overwinden
- Rumsdorp
- Wange
- Waasmont
- Walsbets
- Walshoutem
- Wezeren

## Història

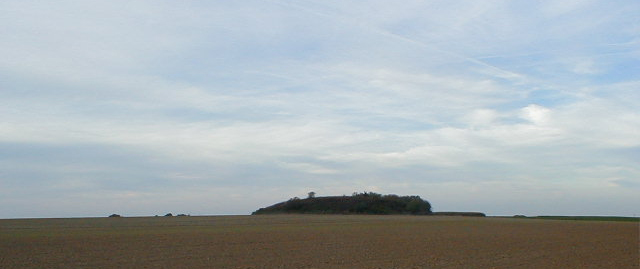
Túmul de Pipí de Landen a Waasmont (Landen – Bèlgica)

Landen és conegut com a lloc de naixement de Pipí de Landen, majordom de palau merovingí. Després de la Dinastia carolíngia es poble escau al ducat de Brabant, però depèn del bisbat de Lieja per als afers religiosos. El 1211, Enric I de Brabant va atorgar els drets de ciutat al poble que aleshores tenia un paper important en les relacions comercials amb la regió del Rin.
Fins a la fi de l'antic règim, Landen i els nuclis d'Eliksem, Ezemaal, Laar, Neerwinden, Overwinden, Wange, Neerlanden, Rumsdorp i Waasmont pertanyien al ducat de Brabant, Walsbets, Walshoutem i Wezeren al principat de Lieja i Attenhoven és una senyoria lliure que Lieja i Brabant van disputar-se durant anys.
Va ser l'escenari de la batalla de Landen durant la Guerra dels Nou Anys el 1693, entre les forces anglo-aliades de Guillem d'Anglaterra i les tropes franceses liderades pel Duc de Luxembourg, qui es va fer amb la victòria.
El 1793 hi va haver una segona batalla durant les Guerres de la Revolució Francesa entre els austríacs i els francesos liderats pel Dumouriez. (Aquesta segona batalla sovint s'anomena batalla de Neerwinden).
L'administració revolucionària sota l'ocupació francesa va crear un districte nou sense Ezemaal i en afegir els pobles Neerhespen i Overhespen i els pobles francòfons de Avernas-le-Bauduin, Cras-Avernas, Grand-Hallet, Petit-Hallet, Lincent, Racour, Trognée i Wansin integrat al departament de l'Ourte. Landen va perdre el seu títol de ciutat.
Després de la creació del Regne Unit dels Països Baixos el 1815 el departament va esdevenir la província de Lieja. Ja el 1816 el municipi va demanar –en va– un canvi de província. El 1917, l'ocupant prussià va transferir el districte a la província de Limburg, però aquest canvi va anul·lar-se després de la primera guerra mundial. Només a l'1 de setembre de 1963 el districte es transferirà a la Brabant, tret del nuclis de parla francesa que romanen a la província de Lieja.
Al 5 de juny de 1985 una llei torna a atorgar el títol de ciutat. L'1 de gener de 1995 la ciutat passà a la província del Brabant Flamenc.